# 마마네
마마네(ママネ, Sophocles)는 《포켓몬스터 썬&문》에 나오는 가공의 인물으로, 포켓몬스터 썬&문의 남자 레귤러이다.
- 성우: 타케쿠마 후미코/송하림

119화에서 벌레Z를 획득한다.

## 소지 포켓몬
| 포켓몬     | 도감번호 | 잡은 에피소드                           | 놓아준 에피소드 |
| ---------- | -------- | --------------------------------------- | --------------- |
| 토게데마루 | #777     | 포켓몬스터 썬&문 제1화 2016년 11월 17일 | 현재 소유 중    |
| 투구뿌논   | #738     | 포켓몬스터 썬&문 제106화 2019년 5월 7일 | 현재 소유 중    |

26화에서 전지충이로 첫 등장. 106화에서 투구뿌논으로 최종진화한다.